# Tupolev Tu-104

Aeroflot Tu-104B, Arlanda juli 1972

Tupolev Tu-104 var Sovjetunionens första civila jetflygplan och premiärflögs den 17 juni 1955. Tu-104 är utrustat med två jetmotorer och såldes bland annat till Tjeckoslovakien och dess flygbolag CSA, samt flögs av Aeroflot. Flygplanet var utrustat med bromsskärm, då motorerna inte kunde bromsa med reversering, som på moderna jetplan.
Planet var ett tag på 1950-talet det enda jetplanet i civil trafik när DH 106 Comet hade flygförbud.
Flygplanstypen tillverkades i 201 exemplar och var inblandad i totalt 32 haverier med 945 dödsoffer. Tupolev Tu-104 togs ur trafik år 1986.
Flygplanet var en vidareutveckling av bombplanet Tupolev Tu-16.